# 狂心渠
狂心渠（たぶれごころのみぞ）は、飛鳥時代に斉明天皇が造営させたとされる運河。香山から「石上山」をつなぐ水路であったとされ、現在の宮東山酒船石遺跡（明日香村）から豊田山（天理市）をつなぐものであったという説が有力であるとされている。

## 概要
『日本書紀』に斉明天皇が行った「興事」として記録されている。後飛鳥岡本宮の東の山の石垣を作るための石を石上山から運ぶために作ったという。舟200隻を用いて石を運び、水路を掘るために功夫を3万人余り、石垣を作るのに功夫を7万人余り用いたりしたため、時の人が謗って「狂心渠」と呼んだ。
明日香村内で、狂心渠の跡と思われる遺跡が発掘されている。